# Metrologia
Metrologia ist eine internationale wissenschaftliche Fachzeitschrift für reine und angewandte Metrologie. Die veröffentlichten Artikel haben das Peer-Review-Verfahren durchlaufen. Metrologia wurde 1965 gegründet und wird seit 1991 vom Bureau International des Poids et Mesures (BIPM) herausgegeben. Seit 2003 wird die Zeitschrift von IOP Publishing im Auftrag des BIPM veröffentlicht.
Die Metrologia veröffentlicht grundlegende Arbeiten, die sich dem Messprozess und  physikalischen Größen widmen, insbesondere denjenigen, die sich auf die 7 Basiseinheiten des Internationalen Einheitensystems (Meter, Kilogramm, Sekunde, Ampere, Kelvin, Candela, Mol) beziehen.
Die bibliometrische Bewertungsgröße Impact Factor hatte für die Zeitschrift folgende Werte: 2,500 (2015), 3,411 (2016), 2,275 (2017) Zitate pro Artikel. Metrologia wird zum Teil als Open Access veröffentlicht. Die Herausgeberin ist Janet Miles vom BIPM in Sèvres, Frankreich.

## Indexierung
Metrologia wird in folgenden Datenbanken indexiert:
- Science Citation Index
- Materials Science Citation Index
- Web of Science
- Scopus
- Inspec
- Chemical Abstracts Service
- Ei Compendex
- GeoRef
- MathSciNet
- NASA Astrophysics Data System
- VINITI Abstracts Journal

## Weblink
- Website der Metrologia